# Megacolon
Megacolon is een ziekte waarbij een deel van de dikke darm opgerekt raakt door een ophoping van feces. Megacolon betekent dan ook 'grote dikke darm'. Meestal wordt de ophoping aangetroffen in het laatste stuk van de dikke darm, het rectum (endeldarm), maar het kan zich ook uitbreiden naar het hoger gelegen sigmoïd.

## Pathologie
In de dunne darm wordt het voedsel grotendeels verteerd. In de dikke darm wordt de vertering voortgezet door de onttrekking van water en de opname van de vitamines B en K. Doordat water uit de voedselbrok onttrokken wordt, droogt deze uit. Blijft de brok te lang in de endeldarm, dan wordt de brok (inmiddels ontlasting) steeds droger en harder, waardoor deze niet zo gemakkelijk uitgescheiden kan worden. Daardoor raken de darmen verstopt. Door de verstopping blijft ook nieuw voedsel steken, met als gevolg dat de ophoping steeds groter wordt. Op den duur rekken de spieren in de darmwand uit, waardoor deze hun werk niet meer kunnen doen. De peristaltiek verdwijnt, waardoor het probleem alleen maar groter wordt.

## Oorzaken
Vaak is de oorzaak van megacolon niet duidelijk. Men noemt dit idiopathisch megacolon. De ziekte wordt vaker op oudere leeftijd gezien, maar komt ook bij jongeren voor. Soms is megacolon een gevolg van medicijngebruik, bijvoorbeeld bij medicijnen tegen psychische klachten. Megacolon kan ook veroorzaakt worden door een andere ziekte, waardoor de dikke darm niet goed functioneert, zoals het geval is bij de ziekte van Hirschsprung, de ziekte van Parkinson, Multiple Sclerose, hypothyreoïdie en de ziekte van Crohn. Megacolon kan ook ontstaan door een darminfectie met Clostridioides difficile en wordt dan toxisch megacolon genoemd. Tumoren kunnen ook tot megacolon leiden, als ze de darmwand vernauwen. Meestal echter is megacolon een gevolg van slechte toiletgewoonten: het te lang uitstellen, of juist het forceren van het ontlasten.